# Blech

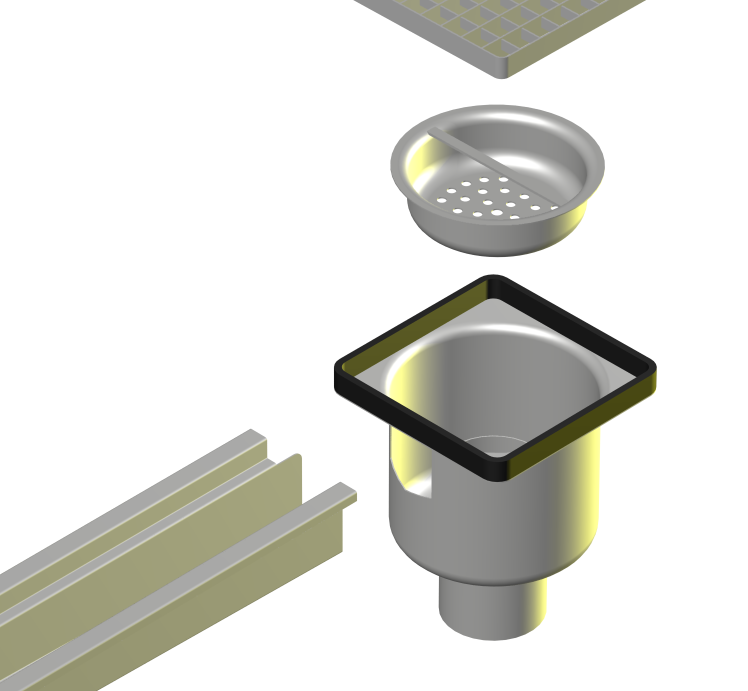
Tiefgezogene und gekantete Blechteile

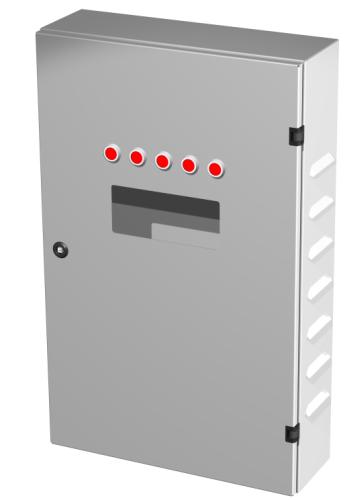
Schaltschrank aus Blech

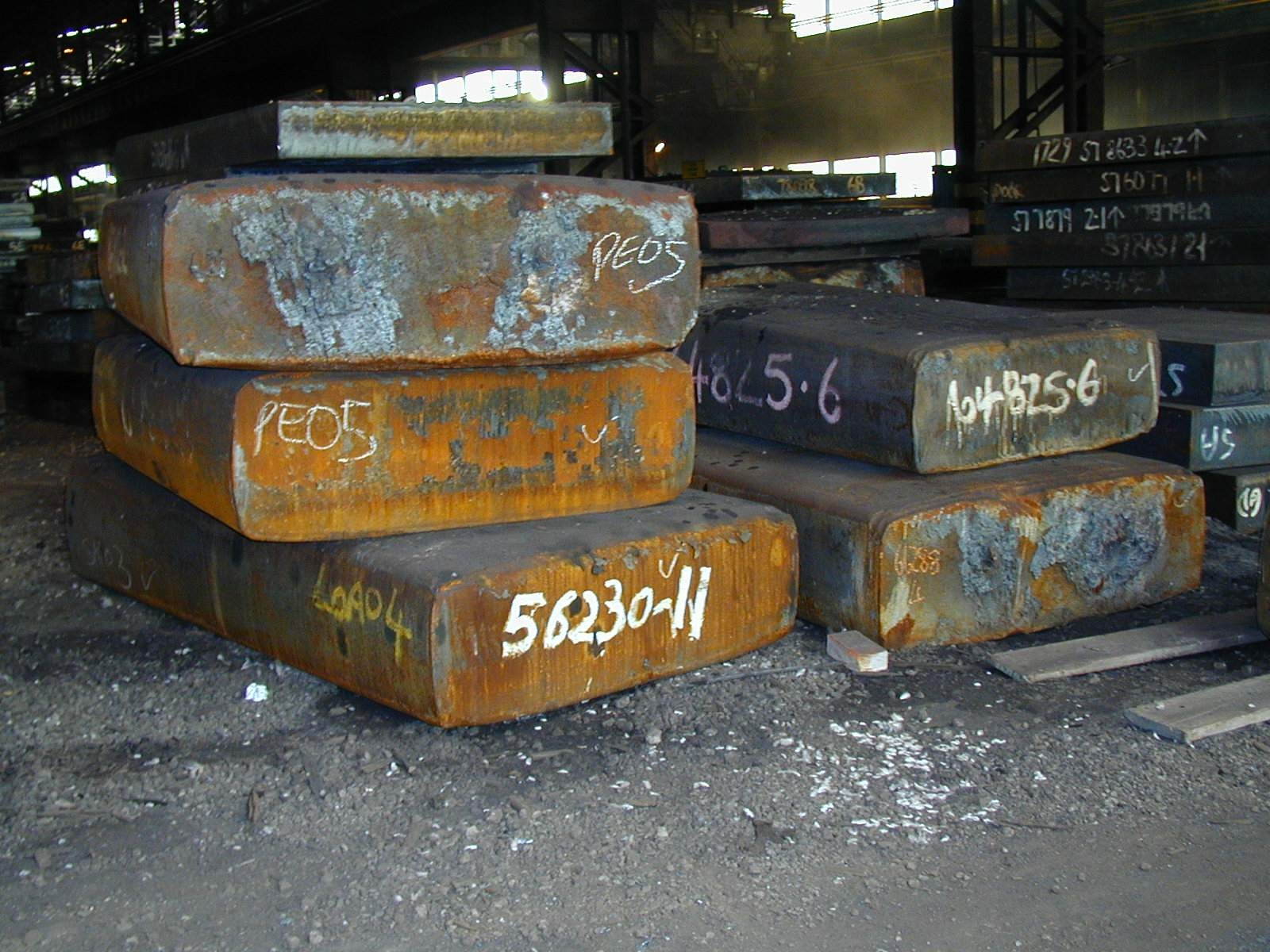
Guss- und Walzbrammen im Lager

Ein Blech ist ein Walzwerkserzeugnis aus Metall, das als Tafel ausgeliefert wird und dessen Breite und Länge sehr viel größer als seine Dicke sind. Beinahe jedes Metall kann zu Blech verarbeitet werden. Traditionelle Handwerksarbeit war das Hämmern von Blechen aus Gussteilen. Aufgewickelte Blechstreifen werden häufig als Band bezeichnet.

## Vorprodukte
Das Halbzeug für Bleche sind gewalzte oder gegossene Brammen oder Platinen, für Bleche aus Buntmetallen auch Barren. Feinbleche werden gegenwärtig meist aus Bändern geschnitten. Diese werden aus stranggegossenen Brammen hergestellt.

## Arten

### Feinblech
Feinbleche sind dünner als 3 mm. Es handelt sich um warm oder kalt fertiggewalztes Material. Je nach der Stahlsorte können diese Feinbleche auch verzinnt, verzinkt, verkupfert, vernickelt, lackiert, emailliert oder kunststoffbeschichtet sein.

### Mittelblech (veraltet)
Seitdem im Jahr 1981 die DIN 1543 geändert wurde, ist der Begriff Mittelblech nicht mehr genormt.
Früher wurde unterteilt in Fein-, Mittel- und Grobbleche. Hierbei waren:
1. Feinbleche in dem Dickenbereich: t < 3,00 mm
2. Mittelbleche in dem Dickenbereich: 3,00 mm ≤ t ≤ 4,75 mm
3. Grobbleche in dem Dickenbereich: t > 4,75 mm

### Grobblech
EN 10079 definiert Grobblech als Flacherzeugnis mit einer Dicke über 3 mm. Im Gegensatz zum Warmband wird Grobblech in der Regel nicht zu einem Coil aufgewickelt. Technisch möglich ist aber das Aufwickeln bis zu einer Dicke von etwa 32 mm. Die Brammen für Grobbleche werden in den ersten Stichen quer gewalzt, bis sie die Sollbreite erreicht haben. Dann werden sie gedreht und auf Enddicke fertiggewalzt. Sie kühlen anschließend auf einem Kühlbett an Luft ab, oder werden in einer Quette gezielt abgekühlt, um die Werkstoffeigenschaften einzustellen.
Die maximale Dicke für Grobbleche liegt mittlerweile über 175 mm, da Weiterentwicklungen des Stranggießens Blechdicken von bis zu 300 mm ermöglichen.

### Band
Als Band werden Walzwerkserzeugnisse bezeichnet, die sehr viel länger als breit und dick sind sowie zu einem Bund aufgewickelt worden sind. Sie sind streng genommen keine Bleche. Tafeln, die aus Band geschnitten sind, werden aber umgangssprachlich als Bleche bezeichnet.
Warmgewalzte Bänder können in Dicken zwischen 0,8 bis 23 mm hergestellt werden. Kaltgewalzte Bänder noch sehr viel dünner.

## Formate
Tafel, ein rechteckiges Blech in Standardmaßen
| Bezeichnung  | Abmessung   | Alternativbezeichnung |
| ------------ | ----------- | --------------------- |
| Kleinformat  | 1000 × 2000 | Normaltafel           |
| Mittelformat | 1250 × 2500 | Mitteltafel           |
| Großformat   | 1500 × 3000 | Großtafel             |
| Maxiformat   | 2000 × 4000 | Maxitafel             |

Folgende Abmessungen sind als Standardformate in Deutschland lagerhaltig verfügbar:
| Breite × Länge | Länge Überformate |
| -------------- | ----------------- |
| 2.000 × 06.000 | 08.000 / 12.000   |
| 2.500 × 06.000 | 08.000 / 12.000   |
| 3.000 × 06.000 | 08.000 / 12.000   |
| 3.500 × 07.000 | 14.000            |
| 4.000 × 12.000 | 16.000            |

Die technischen Möglichkeiten, Stahlbleche herzustellen, enden heutzutage ungefähr bei den Abmessungen 4.700 mm × 24.000 mm.
Diese Möglichkeiten noch weiter zu steigern oder zu entwickeln, ist derzeit unwirtschaftlich. Wegen der Stückgewichte lassen sich die Blechformate nicht mehr wirtschaftlich transportieren oder die Großformate aus einem Stück werden nicht benötigt. Die größten Blechformate werden im Brückenbau, für Bohrplattformen und im Pipelinebau benötigt. Insbesondere für Pipelines wird ein steigender Bedarf erwartet. Dafür werden zurzeit vor allem in Russland und China neue Grobblechstraßen errichtet.

## Herstellung
Traditionell werden Bleche durch reversierendes Walzen hergestellt.  Dabei wird das Vormaterial nach dem Erwärmen zunächst quer angestochen und auf Sollbreite gewalzt, anschließend gedreht und an die Solldicke gewalzt. So werden vor allem Grobbleche mit Dicken ≥ 5 mm und Breiten ≥ 2000 mm gewalzt.
Dünne Feinbleche werden mehrlagig gewalzt. D. h., es werden mehrere Bleche übereinandergelegt oder gefaltet (gedoppelt) und im Paket gewalzt, da mit den verfügbaren weichen Walzenständern die benötigten Walzspalte nicht einstellbar waren.  Dafür wurden teilweise Überhebewalzwerke eingesetzt, mit nicht änderbarer Drehrichtung.  Das Walzgut wurde über der Oberwalze zurückgegeben.  Nach dem letzten Stich wurde das Paket noch warm wieder getrennt.
Deshalb werden nur noch Feinbleche für spezielle Anwendungen reversierend gewalzt, z. B. um eine bestimmte Textur zu erzeugen.
Dünne Bleche werden gewöhnlich aus Warm- oder Kaltband geschnitten.  Diese sind streng genommen keine Bleche, sondern geschnittene Tafeln. Deren maximale Breite ist von der Walzstraße begrenzt.

## Verwendung

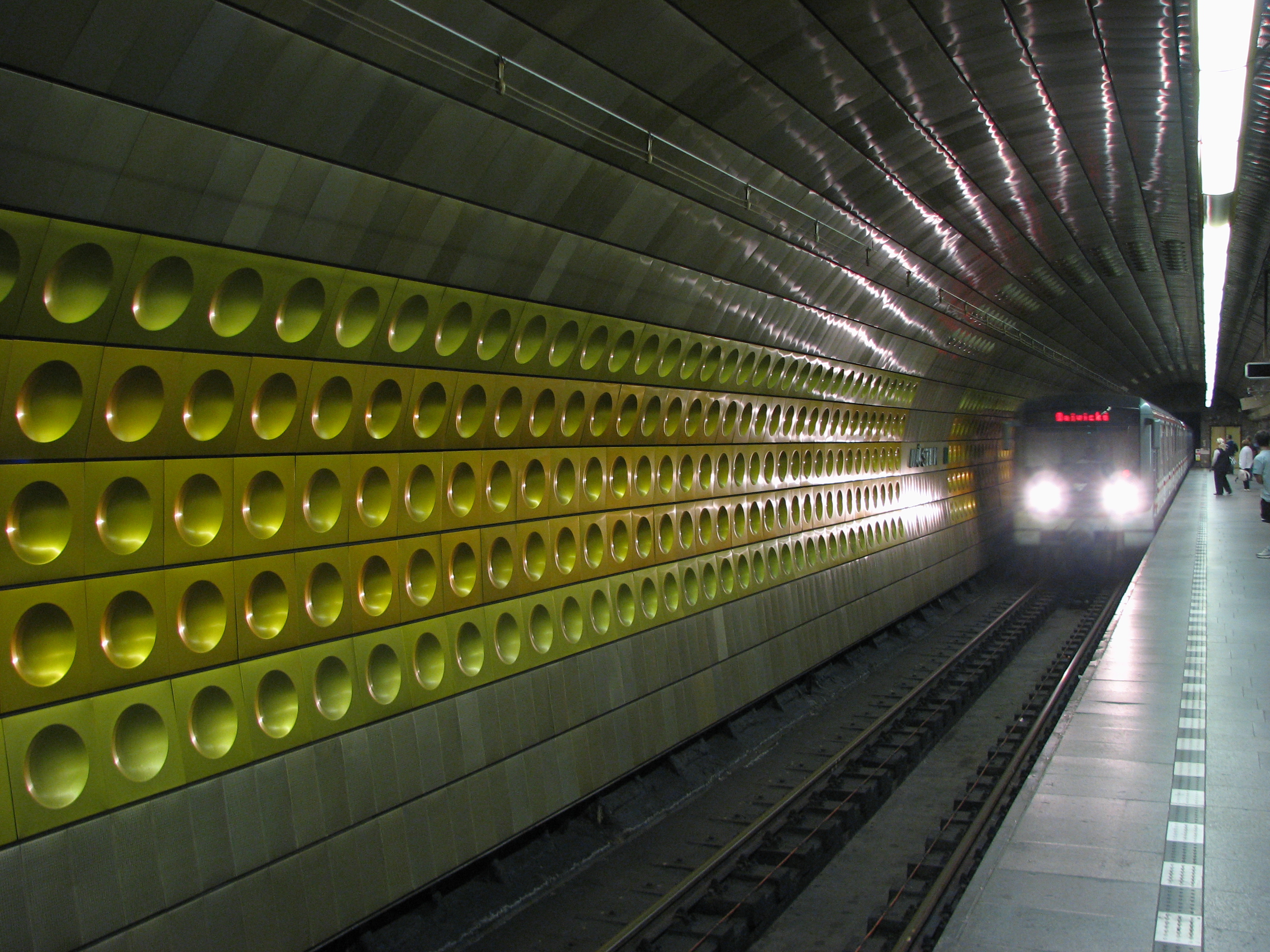
Blechverkleidung der Metro Prag

Aus Blechen lassen sich vielfältige Erzeugnisse herstellen.  Hochproduktive Anlagen verwenden häufig Bänder als Vormaterial, die direkt in die Maschine abgewickelt werden.
Nach dem Zuschneiden werden durch verschiedene Umformverfahren die Teile in die gewünschte Form gebracht und anschließend eventuell noch verbunden.
Stahlbleche werden z. B. verwendet für:
- Haushaltsgeräte
- Schaltschränke
- Automobilbau
- Maschinenbau
- Modellbau
- geschweißte Rohre
- Schienenfahrzeuge
- Schiffbau inklusive Offshorebauwerke
- Stahl- und Brückenbau
- Masten von Windkraftanlagen
- Spielzeug
- Schilder
- Verpackung, insbesondere Blechdosen
- Blechblasinstrumente

## Bearbeitung

Abkanten eines Blechs auf einer Gesenkbiegepresse

Die Bearbeitung im flachen Zustand, insbesondere das Zuschneiden der Bleche erfolgt durch Brennschneiden, Plasma-Schmelzschneiden, Laserschneiden, Wasserstrahlschneiden, Nibbeln (Stanzen), Scherschneiden oder Sägen. Weitere spezielle Werkzeuge sind die Blechschere und Blechtafelschere.
Nachgeschaltete Prozesse sind vor allem Tiefziehen, Biegen, Bohren, Treiben, Punzierung, Kragenziehen, Walzprofilieren oder Rundwalzen. Neben der Bearbeitung von einzelnen Blechteilen ist auch das Verbinden (Fügen) von Blechen von Bedeutung. Hier kommen folgende Verfahren zum Einsatz: Schweißen, Löten, Nieten, Falzen, Schrauben, Kleben und Durchsetzfügen.
Durch mechanische Bearbeitung oder Wärmebehandlung, insbesondere aber auch während des Walzprozesses können sich Bleche leicht verformen. Es entstehen ungewollte Unebenheiten. In Abhängigkeit von der Dicke und dem Werkstoff der Bleche können diese Unebenheiten auf hydraulischen Richtpressen oder Rollenrichtanlagen beseitigt werden. Diesen Prozess nennt man Richten. Walzwerke und spezielle Dienstleister setzen Richtanlagen häufig im direkten Nachgang zum Walzprozess ein. Die Ebenheitstoleranzen werden in der DIN EN 10029 beschrieben. Diese unterscheidet insbesondere in normale (Klasse N) und eingeschränkte Ebenheitstoleranzen (Klasse S).

## Logistik

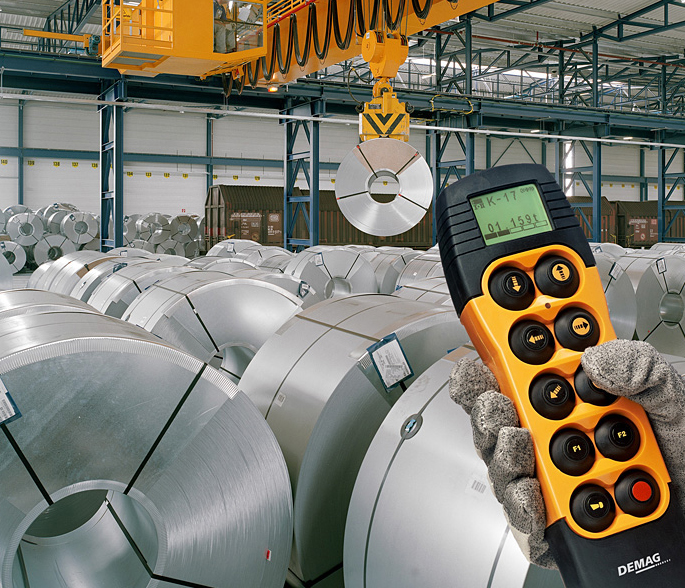
Blechhandling durch Brückenkran in einem Coil-Lager

Die Blechlogistik (veraltet: Blechhandling) umfasst den Transport zwischen den Bearbeitungsschritten, die Zwischenlagerung, sowie der Verladung und dem Transport zum Endabnehmer. Dabei bestehen besondere Anforderungen, die sich aus den unterschiedlichen Blechformaten ergeben.
Unabhängig von dem Format der Bleche werden in der Produktion von Blechen vor allem spezielle Förderbänder, Rollgänge und Krananlagen mit speziellen Lastaufnahmemitteln eingesetzt. Als Lastaufnahmemittel kommen meistens Traversen mit Kettengehängen, mit Saugvorrichtungen oder  Magneten zum Einsatz.
Transporte erfolgen mit Lastkraftwagen, Eisenbahnwagen oder Frachtschiffen.

## Spezielle Bleche
- Blaublech – ein kaltgewalztes Feinblech mit fest haftender Eisenoxidschicht, die als Korrosionsschutz dienen kann
- Riffelblech
- Schwarzblech – unbehandeltes Blech, das nicht im Zunderwäscher gereinigt wurde und darum noch eine oberflächliche Eisenoxidschicht (Zunder) enthält
- Weißblech – meist 0,1 bis 0,5 mm starkes, verzinntes Blech, welches etwa zu Getränkedosen weiterverarbeitet wird
- Wellblech – zu Sinuswellen oder als Trapezblech kantig gewelltes Blech, welches eine erhöhte Tragfähigkeit in Längsrichtung aufweist und meist zu konstruktiven Zwecken verwendet wird.